# 1450
1450 (MCDL) fue un año común comenzado en jueves del calendario juliano.
Es el año 1450 de la era común y del anno Domini, el año 450 del segundo milenio, el año 50 del siglo XV y el primer año de la década de 1450. 

## Acontecimientos
- Fundación de la Universidad de Barcelona.
- Invención de la imprenta.
- Cristián I de Dinamarca se convierte en rey de toda Noruega, tras renunciar su oponente Carlos VIII de Suecia.
- Moctezuma I inicia las guerras floridas.
- Marineros portugueses doblan el Cabo Verde, en África.
- Comienza el gobierno del zipa Meicuchuca en Bacatá, Colombia.[1]
- 12 de agosto - Cherburgu, la última ciudad normanda que estaba en poder de los ingleses, se rinde a los franceses.

## Nacimientos
- Johannes Stabius - Cartógrafo y matemático austriaco.
- Hieronymo Boschio Pictori (El Bosco)

## Fallecimientos
- 1 de octubre: Leonelo de Este